# Chapelle Saint-Thyrse de Robion
Pour les articles homonymes, voir chapelle Saint-Thyrse.
La chapelle Saint-Thyrse de Robion est une chapelle romane située à Castellane, dans le département français des Alpes-de-Haute-Provence et la région Provence-Alpes-Côte d'Azur.

## Situation
La chapelle est située à l’écart de toute agglomération, près du village de Robion. Elle est à 7 km au sud de Castellane, accessible par la route départementale RD 102.

## Histoire
Elle servait d’église paroissiale à la communauté de Robion. Après avoir été restaurée en 1703, elle perd son statut en 1748 avec le transfert de la paroisse à l’église Notre-Dame située au village.
Elle est restaurée en 1942 et fait l’objet d’un classement au titre des monuments historiques depuis le 12 avril 1944.
Étant la chapelle du cimetière de Robion, elle est encore utilisée, selon Panarotto. Cependant l'accès est interdit par un arrêté municipal du 17 mars 2015 à cause d'un "risque d'effondrement". En effet l'enduit de la voûte tombe par morceaux dans le vaisseau. 
La présence d’une croix de Malte gravée sur la baie du chevet a fait croire à de nombreux historiens qu’il s’agissait d’une chapelle de l’ordre du Temple, y compris les auteurs de l’Atlas historique de la Provence. Mais aucun document ne vient corroborer cette hypothèse, donc plusieurs auteurs la mettent en doute et n’incluent pas la chapelle Saint-Thyrse dans leurs listes de bâtiments templiers,.
L’origine du nom Saint-Thyrse laisse plusieurs toponymistes perplexes.

## Architecture
De plan rectangulaire, avec un clocher-tour, elle est rattachée au premier art roman par Raymond Collier (XIe et XIIe siècles dans la région).